# Talpó de les praderies
El talpó de les praderies (Microtus montanus) és una espècie de talpó que es troba al Canadà i als Estats Units.